# Neogossea sexiseta
Neogossea sexiseta is een buikharige uit de familie Neogosseidae. Het dier komt uit het geslacht Neogossea. Neogossea sexiseta werd in 1959 voor het eerst wetenschappelijk beschreven door Krivanek & Krivanek. 